# 9M119 Svir/Refleks
9M119 Svir và 9M119M Refleks là những tên lửa chống tăng dẫn hướng lái bám chùm laser được phát triển bởi Liên Xô. hai loại đạn tên lửa này giống nhau, nhưng khác nhau về tầm bắn và thiết bị phóng. Cả hai loại tên lửa này đều được thiết kế để phóng từ pháo nòng trơn 125 mm của xe tăng. Tên mã NATO của loại tên lửa này là AT-11 Sniper. Tên Svir bắt nguồn từ tên gọi của Sông Svir, trong khi Refleks có nghĩa là phản xạ.

## Refleks
Refleks được sử dụng trên xe tăng T-90 và một số phiên bản của T-80 và T-84. Nó cũng được sản xuất ở Trung Quốc để trang bị cho xe tăng Type 98 và tại Serbia để trang bị cho xe tăng M-2001. Nó có thể được bắn đi từ pháo chống tăng 2A45 Sprut-B.

## Svir
Svir được sử dụng trên dòng tăng T-72.